# Majelis Hidayah
Majelis Hidayah is een bestuurslaag in het regentschap Tanjung Jabung Timur van de provincie Jambi, Indonesië. Majelis Hidayah telt 1537 inwoners (volkstelling 2010).